# Magdalena de Nagasaki
Magdalena de Nagasaki   (Nagasaki, 1611 - Nagasaki, 16 d'octubre de 1634) va ser una verge i màrtir venerada a l'església catòlica, martiritzada als vint-i-tres anys sent membre de l'Orde dels Agustins Recol·lectes. Va ser canonitzada pel papa Joan Pau II el 1987.

## Biografia

### Primers anys
Magdalena va néixer a Nagasaki o un poble proper el 1611, tot i que se'n desconeix el dia.
Era filla de nobles i fervents cristians del Japó. Va rebre, com les joves de la seva classe social, una bona educació aprenent no només a llegir i escriure en japonès, sinó també en llatí, espanyol i portuguès. Segons diverses fonts que insisteixen en el tema, Magdalena era molt guapa.
Seixanta anys després del començament de les missions cristianes al Japó iniciades pel jesuïta Sant Francesc Xavier, el nombre de catòlics a les illes arribava a gairebé mig milió de persones cap a 1622, i Nagasaki era el centre cristià del Japó. Al mateix temps les autoritats japoneses, que veien amb recel el creixement del cristianisme, van començar la persecució en contra dels practicants d'aquesta nova religió realitzant en moltes ocasionis execucions en massa utilitzant nous mètodes de tortura molt cruels amb la finalitat d'incitar a abandonar el cristianisme.
En aquesta situació de persecució, els pares i germans de la Magdalena van ser condemnats a mort per professar el cristianisme i martiritzats quan ella era molt jove quedant orfe i a la cura i servei dels missioners estrangers.

### Agustina recoleta
El 1624 va conèixer a dos missioners nouvinguts de l'orde dels Agustins Recol·lectes, els sacerdots Francisco de Jesús i Vicente de Sant Antonio, a qui va seguir durant el seu peregrinar per la regió servint-los d'intèrpret i catequista i fins i tot batejant amb la seva pròpia mà diversos dels seus compatriotes. Eren temps d'odi cap als cristians motiu pel qual van patir molts sofriments algunes vegades vegades amagant-se a les muntanyes en companyia dels seus preceptors. La profunda espiritualitat dels missioners va causar un gran interès a la Magdalena, que va demanar ingressar a l'ordre agustina rebent l'hàbit agustino terciari -propi dels laics- que portava regularment.
Els pares espirituals de Magdalena, Francisco i Vicente, van ser executats al setembre de 1632, i ella després va acompanyar a altres missioners de la mateixa ordre agustina com el pare Melchor de Sant Agustín i Martín de Sant Nicolás els qui també van ser martiritzats als tres mesos d'arribar al Japó l'11 de desembre de 1632. Llavors va ser dirigida pel dominic Jordán de Sant Esteban que li va oferir l'hàbit de terciària dominica, ja que no veia objecció a pertànyer a les dues ordres si ella ho veia bé, però no va arribar a professar els vots, ja que el pare Jordán va ser capturat.

### Martiri
Després de perdre a tots els missioners estrangers que havien estat els seus pares espirituals, Magdalena va prendre la decisió de presentar-se davant les autoritats com a cristiana i aquests la van capturar l'octubre de 1634. Camí de la presó va manifestar públicament que era cristiana i de l'ordre terciària agustina recol·lecta vestint l'hàbit negre i la corretja de l'ordre. D'acord amb els testimonis, mentre va estar a la presó va ser consol i alegria dels presos entonant himnes i càntics religiosos.
Durant el procés, les autoritats nipones van intentar fer-la renegar de la seva fe i a causa de la seva bellesa i joventut li van oferir el perdó a canvi que es casés, a la qual cosa va respondre que ella ja estava casada amb Jesucrist d'acord amb les seves creences religioses. Llavors se la va sotmetre a cruels càstigs fent-li prendre grans quantitats d'aigua per després fer-la vomitar, posant-li pesos en el ventre i col·locant-la de cap per avall. Un altre dels turments va ser ficar-li canyes de bambú als dits. Com que no aconseguien que la donzella renegués de la seva fe, es va prendre la decisió d'executar-la per mitjà del recentment inventat turment anomenat de les coves o de la fossa, també anomenat de la foia.
Va ser encaminada al lloc del martiri mentre anava cantant i dient a tots els que s'apropaven que moria per ser cristiana i els animava a convertir-se a la fe catòlica, ja que solament dins d'aquesta podrien salvar-se. També els demanava que oressin per ella per comptar amb la fortalesa necessària per quan arribés el moment final. Arribant al lloc indicat, la van introduir en un clot, de manera que la meitat del seu cos estava dins de la fossa i les cames fora, estava a més amarrada a unes taules perquè no pogués moure's. En aquesta posició, sense poder prendre cap aliment i amb constants sagnats, la jove va sobreviure per tretze dies quan normalment una persona aconseguia viure de tres a quatre dies. Estava amb la constant presència dels guàrdies que tenien l'ordre de no abandonar-la fins que morís i que ningú se li apropés. El moment final de la seva vida de fet no va ser pel turment sinó que va caure una forta tempesta i Magdalena va perir ofegada, ja que la seva foia es va omplir d'aigua.
Per evitar que els cristians veneressin les seves restes, es va donar l'ordre de cremar el cadàver i fer desaparèixer les cendres.

## Llegat
A principis del segle xvii els cristians d'occident esperaven amb interès les notícies sobre les missions en el Japó on les diferents ordres religioses continuaven en constant perill davant una persecució que deixava màrtirs entre les ordres franciscana, jesuïta, dominica i els agustinos a més dels primers japonesos cristianitzats. La història de Magdalena de Nagasaki va ser una més dels tants màrtirs que havien caigut al Japó però alhora va començar a ser molt admirada dins i fora del país del sol naixent pel seu heroisme. L'interès occidental per la vida de Magdalena va fer que uns anys després de la seva mort els missioners establerts a Macau aconseguissin recopilar testimoniatges dels testimonis de la vida de la màrtir gràcies als quals la història ha arribat als nostres dies.
D'acord amb diversos testimonis, mentre es trobava en el suplici, la màrtir va preguntar als guàrdies si volien escoltar-la cantar, a la qual cosa van respondre que sí i ella va començar a entonar himnes i càntics religiosos pel que també la hi ha arribat a conèixer com "Santa Cecília del Japó".

## Causa de canonització
Magdalena va ser beatificada juntament amb un grup de 16 màrtirs del Japó pel papa Joan Pau II a Manila, Filipines el 1981 i va ser canonitzada pel mateix papa a Roma el 18 d'octubre de 1987. El llarguíssim procés de més de tres segles i mig va ser obstaculitzat per la pèrdua de documents de la causa de canonització en el qual havien declarat més de quaranta testimonis el 1638. Quedaven no obstant això encara moltes proves i documents que van ser suficients perquè el pontífex polonès aprovés la seva canonització juntament amb el grup de màrtirs a qui es va atribuir el miracle d'una curació inexplicable, que va ser acceptada per a tot el grup de màrtirs canonitzats a les Filipines.